# آئینبیدا، چفچائو
آئینبیدا، چفچائو (به فرانسوی: Ain Beida, Chefchaouen) یک منطقهٔ مسکونی در مراکش است که در طنجه تطوان واقع شده‌است.

## خصوصیات
آئینبیدا ۱۱٬۸۵۱ نفر جمعیت دارد.